# Fasci siciliani
Fasci siciliani, Kurzform für Fasci siciliani dei lavoratori ([/ˈfaʃʃi sitʃiˈljani/], italienisch Sizilianischer Arbeiterbund) war eine sozialistische Bewegung von Arbeitern, Handwerkern, Intellektuellen, vor allem aber Bauern in Sizilien zwischen 1889 und 1894. Sie wurde in der europäischen sozialistischen Presse als „erster Akt des italienischen Sozialismus“ wahrgenommen, wie dies 1893 im SPD-Organ Vorwärts zu lesen war und in einem Brief von Karl Kautsky an seine sizilianischen Parteigenossen bestätigt wurde. Italienische Regierungskreise, die die Pariser Kommune von 1871 als besorgniserregende, jedoch weit entfernte Begebenheit wahrgenommen hatten, reagierten auf die Ereignisse in Sizilien mit Bestürzung. Die Bewegung wurde unter der Führung von Ministerpräsident Crispi nach harten militärischen Einsätzen niedergeschlagen.

## Geschichte
Der erste Fascio in Sizilien wurde am 18. März 1889 in Messina gegründet, blieb jedoch drei Jahre lang untätig, weil sein Gründer verhaftet und zu zwei Jahren Gefängnis verurteilt worden war. Erst mit der Gründung des Fascios von Catania am 1. Mai 1891 unter der Führung von Giuseppe de Felice Giuffrida (1859–1920) wurden die Fasci in Sizilien zu einer wirksamen Größe. Der Beitritt stand zu diesem Zeitpunkt nicht nur Sozialisten offen, sondern allen Arbeitern, weil der Gründer der Meinung war, es sei zunächst Grundlagenarbeit zu leisten und das Bewusstsein für die soziale Frage zu wecken. Am 29. Juni 1892 folgte die Gründung einer ähnlich gelagerten Vereinigung in Palermo, und am 4. August 1892 wurde die Partei der italienischen Arbeiter gegründet, der die Gruppe aus Palermo unverzüglich beitrat. Die Bewegung breitete sich in der Folge auf ländliche Gebiete aus, wobei sich Schwefelbergbauer und Tagelöhner anschlossen. Am 20. Januar 1893 endete eine symbolische Landbesetzung durch 500 Bauern in Caltavuturo in einem Massaker, als Soldaten und Carabinieri 13 Dorfbewohner töteten und 21 verwundeten.
Nach dem Rücktritt von Ministerpräsident Giovanni Giolitti am 28. November 1893 verschärfte sich die Lage. In den folgenden Wochen kam es in Giardinello, Monreale, Lercara Friddi, Pietraperzia, Gibellina, Belmonte Mezzagno, Marineo und Santa Caterina Villarmosa zu weiteren Zusammenstößen mit den Ordnungskräften, mit Dutzenden von Todesopfern und Verletzten. Am 4. Januar 1894 wurde in ganz Sizilien der Ausnahmezustand ausgerufen. Ministerpräsident Crispi ernannte General Morra di Lavriano zum Sonderkommissar mit militärischen und zivilen Vollmachten und entsandte ihn mit einer Truppe von 40.000 Soldaten ins Unruhegebiet. Neben den Anführern der Bewegung wurden auch mittellose Bauern, Studenten, Berufsleute und bloße Sympathisanten massenweise verhaftet. Etwa tausend Personen wurden ohne Gerichtsverfahren in die Verbannung geschickt, es kam auch zu standrechtlichen Erschießungen. Am 8. Januar 1894 wurden in Palermo, Messina und Caltanissetta Militärgerichte eingesetzt. Die Verurteilten erhielten jedoch am 14. März 1896 eine Amnestie durch den neuen Regierungschef Di Rudinì, wobei das Verbot aufrechterhalten blieb, die Fasci oder eine ähnliche Organisation neu zu begründen.